# 震修楼
震修楼，位于中国安徽省黄山市屯溪区屯溪老街90号、立新巷1号，是一座清代徽派建筑，二层，面积427平方米。
2003年，由于戴震纪念馆原址“摇碧楼”（戴震藏书楼）被列为危房，其所在地隆阜中街位于西北郊郊区，交通偏僻，游人稀少，且仅有108平方米，搬迁至此处，于是此处成为戴震纪念馆的新址。。
2019年，震修楼公布为第八批安徽省文物保护单位。